# Lijst van voetbalinterlands Bulgarije - Kosovo (vrouwen)
Deze lijst van voetbalinterlands is een overzicht van alle officiële voetbalinterlands tussen de nationale vrouwenteams van Bulgarije en Kosovo. De landen hebben tot nu toe vier keer tegen elkaar gespeeld.

## Wedstrijden
| № | Plaats   | Datum             | Competitie                          | Wedstrijd          | Uitslag |
| - | -------- | ----------------- | ----------------------------------- | ------------------ | ------- |
| 1 | Alanya   | 21 februari 2023  | Turkish Women's Cup 2023            | Bulgarije − Kosovo | 1 − 2   |
| 2 | Sofia    | 10 april 2023     | Vriendschappelijk                   | Bulgarije − Kosovo | 0 − 1   |
| 3 | Plovdiv  | 27 september 2023 | UEFA Women's Nations League 2023/24 | Bulgarije − Kosovo | 0 − 0   |
| 4 | Podujevë | 1 december 2023   | UEFA Women's Nations League 2023/24 | Kosovo − Bulgarije | 5 − 1   |

## Samenvatting
| Competitie                  | Totaal gespeeld | Winst Bulgarije | Gelijk | Winst Kosovo | Doelsaldo Bulgarije – Kosovo |
| --------------------------- | --------------- | --------------- | ------ | ------------ | ---------------------------- |
| UEFA Women's Nations League | 2               | 0               | 1      | 1            | 1 − 5                        |
| Turkish Women's Cup         | 1               | 0               | 0      | 1            | 1 − 2                        |
| Vriendschappelijk           | 1               | 0               | 0      | 1            | 0 − 1                        |
| Totaal                      | 4               | 0               | 1      | 3            | 2 − 8                        |